# 纓唇間頸鬚䲁
纓唇間頸鬚鳚（学名：Entomacrodus epalzeocheilos），又名觸角犁齒鳚、狗鰷，为輻鰭魚綱鳚形目鳚科犁齒鳚屬下的一个种，分布於印度西太平洋，從南非、留尼旺至法屬波里尼西亞，北至臺灣，南至馬里亞納群島海域，深度0至3公尺，本魚體延長形，稍側扁，似圓柱狀，頭鈍短，頭頂無冠膜，頸部無葉片狀皮瓣，僅有一低皮褶，鼻鬚掌狀分支，眼上有觸鬚，上唇邊緣內側光滑，背鰭與尾柄相連，身體和上唇上有暗色的條紋，眼睛後面有蒼白區域，隨後出現不規則的黑斑，背鰭硬棘13枚、背鰭軟條14-16枚、臀鰭硬棘2枚、臀鰭軟條15-17枚，體長可達11公分，棲息在珊瑚礁湧浪區，以藻類及碎屑為食，雌魚產附著性卵，雄魚有護卵行為，幼魚為浮游性，生活習性不明。

## 扩展阅读
- 維基物種上的相關：纓唇間頸鬚鳚